# Майер, Герхард (пастор)
Ге́рхард Ма́йер (нем. Gerhard Maier) (род. 30 августа 1937, Ульм, Германия) — немецкий евангелическо-лютеранский пастор, теолог и юрист.

## Биография
Родился 30 августа 1937 года в Ульме.
Изучал юриспруденцию в Тюбингенском университете и сдал первый государственный экзамен на знание права. Затем изучал историю искусства, но перевёлся на евангелическую теологию.
В 1966—1968 годах — научный сотрудник факультета евангелической теологии Тюбингенского университета.
В 1969 году под научным руководством Отто Мишеля защитил диссертацию на соискание учёной степени доктора теологии в области Нового Завета по теме «Человек и свобода воли. У иудейских религиозных партий Бен-Сира и Павла».
В 1968—1973 годах — викарий и приходской пастор в Байрсброне вблизи Шварцвальда.
В 1971—1977 и 1983—1995 годы — член Вюртембергского евангелического синода.
В 1980—1985 годах — директор Дома исследований Альбрехта Бенгеля Тюбингенского университета.
В 1983—1995 годы председатель Комитета по делам церкви, общества и общественного.
В 1994 году во главе редакторской группы подготовил значительно переработанное и дополненное второе издание «Библейского словаря» (нем. Lexikon zur Bibel) Фрица Ринекера вышедшего в 1960 году в издательстве SCM R. Brockhaus (на русском языке издан под названием «Библейская энциклопедия Брокгауза»).
В 1995 году стал прелатом Ульма и был избран членом Верховного церковного совета.
С 7 октября 2001 по 23 июля 2005 года — епископ Евангелическо-Лютеранской церкви в Вюртемберге.
Приглашённый профессор Базельского независимого теологического института, а с 1991 года также факультета евангелической теологии в Лувене.
Член местного отделения общественной организации «Старый пиетист».
Член Евангелического издательского общества в Вюртемберге и Рабочей группы по евангелической теологии Евангелического альянса.
Член наблюдательного совета евангелического объединения ProChrist.
Председатель Немецкой пионерской индийской миссии.
Женат на Гудрун Майер и имеет четырёх сыновей. Живёт в Тюбингене.

## Награды
- Премия Иоганна Тобиаса Бека[нем.] (1991)[4]
- Почётный профессор Галацкого университета[англ.] (7 октября 2004)
- Орден заслуг перед Баден-Вюртембергом[англ.] (9 апреля 2005)[5]

## Научные труды
- Mensch und freier Wille. Nach den jüdischen Religionsparteien zwischen Ben Sira und Paulus, WUNT 12, Mohr Siebeck[нем.], Tübingen 1971, ISBN 3-16-131971-0. (Dissertation)
- Das Ende der historisch-kritischen Methode, SCM R. Brockhaus[нем.], Wuppertal 1974, 5. Auflage 1984, ISBN 3-417-12901-X.
- Die Johannesoffenbarung und die Kirche, WUNT 25, Mohr Siebeck[нем.], Tübingen 1981, ISBN 3-16-144132-X.
- Er wird kommen. Was die Bibel über die Wiederkunft Jesu sagt, SCM R. Brockhaus, Wuppertal 2001.
- Der Brief des Jakobus, Historisch-Theologische Auslegung. Reihe: Neues Testament, SCM R. Brockhaus, Wuppertal 2004, ISBN 3-417-29722-2.
- Kirchenleitung durch das Wort. Predigten und Vorträge, hg. v. Gudrun Bosch, Gesangbuchverlag, Stuttgart 2005, ISBN 3-931895-24-6.
- Das große Bibellexikon, mit Helmut Burkhardt; Fritz Grünzweig; Fritz Laubach[нем.], SCM R. Brockhaus, Witten 2009, ISBN 3-417-24741-1.
- Biblische Hermeneutik, BWM 2, SCM R. Brockhaus, Witten 6. Auflage 2009, ISBN 3-417-29355-3.
- Die Offenbarung des Johannes, Historisch-Theologische Auslegung. Reihe: Neues Testament, SCM R. Brockhaus, Witten, Bd.1 2009, ISBN 978-3-417-29727-0, Bd.2 2011, ISBN 978-3-417-29728-7.
- Lexikon zur Bibel, mit Fritz Rienecker, SCM R. Brockhaus[нем.], Witten 8. Auflage 2010, ISBN 978-3-417-24678-0.

составление
- Mit Adolf Pohl[нем.] Herausgeber der Neuen Wuppertaler Studienbibel[англ.], Altes Testament, SCM R. Brockhaus von (eigene Beiträge dort von 1980 bis 1998).
- Mehrere Bände der Edition-C-Bibelkommentare, SCM Hänssler[англ.], Holzgerlingen 2007, ISBN 3-7751-3315-1.